# Arquidiocese de Piura
A Arquidiocese de Piura (Archidiœcesis Piurensis) é uma circunscrição eclesiástica da Igreja Católica situada em Piura, Peru. Atualmente está em sede vacante. Sua Sé é a Catedral São Miguel Arcanjo de Piura.
Possui 50 paróquias servidas por 112 padres, contando com 1.737.429 habitantes, com 90% da população jurisdicionada batizada (1.563.686 batizados).

## História
A diocese de Piura foi erigida em 29 de fevereiro de 1940 pela bula Ad christianæ plebis do Papa Pio XII, recebendo o território da Diocese de Trujillo (atualmente uma arquidiocese). Originalmente era sufragânea da Arquidiocese de Lima.
Em 23 de maio de 1943 passou a fazer parte da província eclesiástica da Arquidiocese de Trujillo.
Em 5 de junho do mesmo ano, o Papa Pio XII instituiu o Capítulo da Catedral pela bula Quo sollemnior.
Em 4 de março de 1964 cedeu uma parte do seu território para a ereção da Prelazia Territorial de Chulucanas (hoje diocese).
Em 30 de junho de 1966 foi elevada à arquidiocese metropolitana pela bula Sic ut paterfamilias do Papa Paulo VI.

## Prelados
|                          | Nome                                       | Período    | Notas                                   |
| Arcebispos               | Arcebispos                                 | Arcebispos | Arcebispos                              |
| ------------------------ | ------------------------------------------ | ---------- | --------------------------------------- |
| 4º                       | José Antonio Eguren Anselmi, S.C.V.        | 2006-2024  |                                         |
| 3º                       | Óscar Rolando Cantuarias Pastor †          | 1981-2006  |                                         |
| 2°                       | Fernando Vargas Ruiz de Somocurcio, S.J. † | 1978-1980  | Nomeado Arcebispo de Arequipa           |
| 1º                       | Erasmo Hinojosa Hurtado †                  | 1966-1977  |                                         |
| Bispos                   |                                            |            |                                         |
| 4º                       | Erasmo Hinojosa Hurtado †                  | 1963-1966  |                                         |
| 3°                       | Carlos Alberto Arce Masías †               | 1959-1963  |                                         |
| 2º                       | Federico Pérez Silva, C.M. †               | 1953-1957  | Nomeado Arcebispo de Trujillo           |
| 1º                       | Fortunato Chirichigno Pontolido, S.D.B. †  | 1941-1953  |                                         |
| Bispo-coadjutor          |                                            |            |                                         |
|                          | Erasmo Hinojosa Hurtado                    | 1961-1963  |                                         |
|                          | Federico Pérez Silva, C.M.                 | 1952-1953  |                                         |
| Bispo-auxiliar           |                                            |            |                                         |
|                          | Augusto Beuzeville Ferro                   | 1990-2004  |                                         |
|                          | Emilio Vallebuona Merea, S.D.B.            | 1975-1978  | Nomeado Bispo de Huaraz                 |
|                          | Federico Richter Fernandez-Prada, O.F.M.   | 1973-1975  | Nomeado Arcebispo-coadjutor de Ayacucho |
| Administrador apostólico |                                            |            |                                         |
|                          | Guillermo Teodoro Elías Millares           | 2024-atual | Bispo auxiliar de Lima                  |